# Plezjobioza
Plezjobioza – u owadów społecznych, występowanie z bliskim sąsiedztwie dwóch lub więcej gniazd przy jednoczesnym słabym porozumiewaniu się zamieszkujących je kolonii lub też braku bezpośredniego porozumiewania się.